# Matthias Luchsinger
Matthias Luchsinger (* 27. August 1919 in Nidfurn; † 18. März 1984 in Luzern, heimatberechtigt in Nidfurn und Luzern) war ein Schweizer Politiker (FDP).

## Biografie
Matthias Luchsinger kam am 27. August 1919 in Nidfurn zur Welt. Er hatte zwei Schwestern und besuchte die Grundschule in Nidfurn. Danach wechselte er an die Evangelische Mittelschule in Schiers. Luchsinger studierte an der ETH Zürich und wurde Diplom-Ingenieur. Nach dem Studium fand er Arbeit in einem Ingenieurbüro in Luzern und liess sich deshalb mit seiner Familie in Luzern nieder.
Matthias Luchsinger amtierte als Präsident des Artillerievereins Luzern und wurde später Ehrenmitglied des Vereins. Im militärischen Bereich erreichte Matthias Luchsinger den Rang eines Majors.
Matthias Luchsinger war auf kommunaler Ebene zwischen 1959 und 1973 Mitglied des Luzerner Stadtparlaments (Grosser Stadtrat). Er wurde 1973 in den Luzerner Stadtrat (Stadtregierung) gewählt und bekleidete dort das Amt des Baudirektors. Nach dem Rücktritt von Hans Rudolf Meyer wurde er 1979 zusätzlich Stadtpräsident von Luzern. Dieses Amt übte er bis zu seinem Tod 1984 aus.
In seinen elf Jahren als Baudirektor war er für zahlreiche Bau- und Planungsvorhaben verantwortlich. Hervorzuheben sind die autofreie Altstadt Luzern, der Seeuferweg vom Verkehrshaus bis zum Tribschen, der Jesuitenvorplatz und die Modernisierung der Gebäude und Sportanlagen auf der Luzerner Allmend. Zu seinen Ehren erhielt der Platz beim Casino Luzern am Nationalquai den Namen Matthias-Luchsinger-Platz.
Matthias Luchsinger heiratete 1948 Gret Streiff und wurde zweifacher Vater.